# Plectranthias pallidus
Plectranthias pallidus là một loài cá biển thuộc chi Plectranthias trong họ Cá mú. Loài này được mô tả lần đầu tiên vào năm 1995. Trong tiếng Latinh, pallidus có nghĩa là "màu nhạt", ám chỉ đến màu nâu nhạt tổng thể ở mẫu vật của loài này.

## Phân bố và môi trường sống
P. pallidus có phạm vi phân bố nhỏ hẹp ở vùng biển Tây Nam Thái Bình Dương. Loài này chỉ được biết đến qua một mẫu vật duy nhất, được tìm thấy ở ngoài khơi thành phố Townsville, bang Queensland, Đông Úc, ở độ sâu khoảng 220 m. P. pallidus được xếp vào danh sách những Loài thiếu dữ liệu.

## Mô tả
Mẫu vật duy nhất dùng để mô tả P. pallidus có kích thước khoảng 7,6 cm, thuộc về cá thể mái. Không rõ màu sắc khi còn sống của loài này.
Số gai ở vây lưng: 10 (gai thứ 3 dài nhất); Số vây tia mềm ở vây lưng: 16; Số gai ở vây hậu môn: 3; Số vây tia mềm ở vây hậu môn: 7; Số vây tia mềm ở vây ngực: 13; Số gai ở vây bụng: 1; Số vây tia mềm ở vây bụng: 5; Số vảy đường bên: 28.